# Hubert Selby Jr.
Hubert Selby Jr., talvolta menzionato come Hubert "Cubby" Selby Jr. (New York, 23 luglio 1928 – Los Angeles, 26 aprile 2004), è stato uno scrittore e sceneggiatore statunitense.

## Biografia
Figlio di Hubert Selby senior, minatore e poi marinaio che veniva dal Kentucky, e di sua moglie Adalin, Hubert Selby junior è nato poco dopo che la coppia si trasferì a Brooklyn nel quartiere di Bay Ridge, non lontano dal Ponte di Verrazzano. Studiò in varie scuole pubbliche, compresa la Stuyvesant High School, ma le abbandonò tutte. Da ragazzetto lo chiamavano "Cubby" (che si potrebbe tradurre: "cantuccio") e il soprannome gli rimase appiccicato per tutta la vita.
Nel 1943 il padre tornò nella marina mercantile degli Stati Uniti d'America. Anche il figlio volle entrarvi, e riuscì a convincere i selezionatori benché avesse solo 15 anni. Nel 1947, mentre era in navigazione, gli venne diagnosticata una tubercolosi. Fu sbarcato a Brema e rientrò negli Stati Uniti, dove spese più di tre anni entrando e uscendo dall'ospedale della marina. In cura con la streptomicina, che si cominciava a usare allora e aveva effetti violenti sull'organismo, operato più volte ai polmoni, i suoi problemi di salute, legati anche all'uso di eroina come analgesico, non lo abbandoneranno più.

Senza qualifiche, senza esperienza lavorativa, a parte quella della marina mercantile, e con la salute cagionevole, Selby non poté mai trovare lavoro stabile. Trascorse la maggior parte del tempo a casa, crescendo una figlia, mentre la moglie lavorava in un grande magazzino. Per dieci anni, Selby rimase spesso a letto, con i medici che gli pronosticavano cupamente una prossima scomparsa. L'amico di infanzia Gilbert Sorrentino (1929-2006), che vi si stava dedicando, gli suggerì di leggere e scrivere letteratura e Selby si disse: "Conosco l'alfabeto. Forse potrei essere uno scrittore." Scrisse:
Senza preparazione formale, Selby ha usato dunque la propria lingua a orecchio, per raccontare il mondo cupo e violento della sua giovinezza. Ha dichiarato:
()
Per quel che riguarda lo stile, Selby non si occupava di grammatica, punteggiatura, o dizione. Anche se il suo lavoro è coerente, usava la "prosa spontanea", come teorizzò Jack Kerouac, andando a capo quando ne sentiva il bisogno, seguendo in modo rapido il flusso di coscienza, e per facilitare ciò, sostituendo l'apostrofo con la sbarra " / ", perché gli risultava più facile e veloce sulla tastiera della macchina da scrivere. Anche i dialoghi non sono mai segnalati con le virgolette o altro, neanche quando cambia l'interlocutore che semplicemente appare alla riga successiva. La sua prosa era nuda e schietta e si rifaceva alla sua esperienza con portuali, senzatetto, delinquenti, sfruttatori, trans, prostitute, omosessuali, tossicodipendenti e in generale la povera comunità al margine della città.

## L'opera
Selby ha iniziato a lavorare al suo primo racconto, The Queen Is Dead, nel 1958. A quel tempo faceva piccoli lavori, come benzinaio, segretario o copywriter di cartellonistica. Ma continuava a scrivere di notte e impiegò sei anni a finire il racconto. Nel 1961, uno dei suoi racconti, Tralala, fu pubblicato sulla rivista letteraria, The Provincetown Review, quindi apparve anche in Black Mountain Review e in New Directions. Tramite stile abbozzato e non strutturato e descrizioni grossolane, Selby vi racconta la vita squallida e violenta di una prostituta stuprata in gruppo. I critici reagirono negativamente e la pubblicazione subì un processo per oscenità e vendita di materiale pornografico a minori. Il caso fu però respinto in appello. L'amico di lunga data Amiri Baraka invece lo incoraggiò, mettendolo in contatto con l'agente di Kerouac. Partecipò anche alla rivista Neon (1956-1961) fondata da Sorrentino.
Nel 1964 i due racconti Tralala e The Queen is Dead con altre quattro storie vennero in qualche modo collegate per pubblicare il romanzo Last Exit to Brooklyn da Grove Press, casa editrice che aveva già pubblicato opere di William S. Burroughs, Samuel Beckett e altri sperimentali, oltre alla rivista "Evergreen Review". Il libro venne elogiato da molti, tra cui Allen Ginsberg, il quale disse che "esplodeva come una bomba arrugginita infernale sopra l'America" e predisse che "sarà ancora letto avidamente per un centinaio di anni". Ma a causa della rappresentazione cruda e dettagliata di omosessualità e tossicodipendenza, il romanzo fu perseguito per oscenità in Gran Bretagna nel 1967. Tra gli scrittori che testimoniarono a sua difesa ci fu anche Anthony Burgess. Venne nuovamente condannato e poi la condanna annullata in appello. Anche in Italia, la pubblicazione fu impedita.
Nel 1967 Selby si spostò da Brooklyn a Los Angeles nel tentativo di sfuggire alla dipendenza da eroina. Fu qui che incontrò in un bar a West Hollywood la futura moglie, Suzanne. La coppia si trasferì a vivere insieme due giorni dopo essersi incontrati e si sposò nel 1969. Per dieci anni ha viaggiato avanti e indietro tra la loro casa nel sud della California e la East Coast, stabilendosi definitivamente a Los Angeles nel 1983. Anche se scrisse sempre da sobrio, Selby ha continuato a combattere tutta la vita la sua dipendenza da droga. Nel 1967, dopo esser finito in carcere per due mesi per possesso illegale di eroina, riuscì a smettere, tanto che rifiuterà persino la morfina sul letto di morte, benché preso da forti dolori.
Nel 1971 pubblicò il suo secondo romanzo, The Room. È la storia di un uomo, pazzo criminale, rinchiuso in una stanza di prigione mentre ricorda del suo passato inquietante. I critici ne parlarono bene, ma Selby lo definì "il libro più sconvolgente mai scritto", e non riuscì a rileggerlo per decenni. Ha continuato a scrivere racconti brevi e sceneggiature nel suo appartamento a West Hollywood. Il suo lavoro è apparso in molte riviste, tra cui Yugen, Black Mountain Review, Evergreen Review, Provincetown Review, Kulchur, New Directions Annual, Swank e Open City. Ha anche insegnato scrittura creativa come professore associato all'University of Southern California. Diceva spesso ironicamente che il New York Times non recensirebbe mai i suoi libri, ma scriverà il suo necrologio.
Il film Ultima fermata Brooklyn, verrà diretto da Uli Edel, nel 1989, con la colonna sonora di Mark Knopfler e Guy Fletcher, mentre dal romanzo Requiem for a Dream (1978), verrà tratto un film omonimo diretto da Darren Aronofsky nel 2000. In entrambi i film lo scrittore appare in un cameo. Durante gli ultimi anni della sua vita, Selby soffriva di depressione e attacchi di rabbia, ma è sempre stato un padre e nonno premuroso.
Morì a 75 anni, a Highland Park, quartiere nord-est di Los Angeles, nel 2004 di broncopneumopatia cronica ostruttiva, lasciando la moglie, quattro figli e 11 nipoti.

## Opere

### Romanzi
- Ultima uscita per Brooklyn (Last Exit to Brooklyn, 1964)
- La stanza (The Room, 1971)
- The Demon (1976)
- Requiem per un sogno (Requiem for a Dream, 1978)
- Il salice (The Willow Tree, 1998)
- Waiting Period (2002)

### Raccolte di racconti
- Canto della neve silenziosa (Song of the Silent Snow, 1986)

## Filmografia

### Sceneggiatore
- Jour et nuit, regia di Jean-Bernard Menoud (1986)
- Requiem for a Dream, regia di Darren Aronofsky (2000)[4]
- Fear X, regia di Nicolas Winding Refn (2003)

## Trasposizioni cinematografiche
- Ultima fermata Brooklyn, regia di Uli Edel (1989)
- Requiem for a Dream, regia di Darren Aronofsky (2000)